# Такума Іноуе
Такума Іноуе (井上 拓真; 26 грудня 1995, Дзама, Японія ) — японський боксер-професіонал, що виступає в легшій вазі. Найперспективніший боксер року за версією авторитетного журналу «The Ring» (2015). Чемпіон Азії за версією OPBF в другій найлегшій вазі (2015-2016) і в легшій вазі (2021). Чемпіон світу у легшій вазі за версією WBA (2023—2024) .
Молодший брат Наоя Іноуе.

## Аматорська кар'єра
Учасник чемпіонату світу серед юніорів (15-16 років) 2011 року в Астані, Казахстан, в категорії до 48 кг.
Переміг Алмамбета Алібекова (Киргизстан) — 12-10
Програв Шохрурбеку Набієву (Узбекистан) — 8-11.

## Професіональна кар'єра
Перший бій провів 6 грудня 2013 року.
У своєму п'ятому бою 6 липня 2015 року переміг філіппінця Марка Антоніо Жеральдо і завоював титул чемпіона Азії у другій найлегшій вазі.
У 13-му бою 30 грудня 2018 року в бою за вакантний титул тимчасового чемпіона WBC у легшій вазі Такума переміг одностайним рішенням тайця Тасана Салапата.
7 листопада 2019 року відбувся бій Такума Іноуе - Нордін Убаалі, в якому французький боксер відстояв титул чемпіона WBC у легшій вазі. У 4-му раунді Такума побував у нокдауні. Судді одностайно віддали перемогу Убаалі — 115-112, 120-107, 117-110.
У 2021—2022 роках провів чотири переможних боя, завоювавши титули чемпіона Азії за версією OPBF в легшій вазі, чемпіона Азійсько-Тихоокеанського регіону за версією WBO та чемпіона Японії у другій легшій вазі.
8 квітня 2023 року в бою за вакантний титул чемпіона світу за версією WBA у легшій вазі одностайним рішенням суддів переміг венесуельця Ліборіо Соліса. Провів два вдалих захисти проти Джервіна Анкахаса (Філіппіни) та японця Ісіда Сьо, а 13 жовтня 2024 року, діючи дещо пасивно і відповідаючи поодинокими ударами на серії супротивника, зазнав поразки одностайним рішенням від Цуцумі Сея і втратив титул.